# Csesztve, Nógrád
Csesztve  este un sat în districtul Balassagyarmat, județul Nógrád, Ungaria, având o populație de 322 de locuitori (2011). 

## Demografie
Componența etnică a satului Csesztve
     Maghiari (94,44%)
     Romi (5,56%)
Componența confesională a satului Csesztve
     Romano-catolici (48,76%)
     Luterani (23,91%)
     Fără religie (3,42%)
     Reformați (1,55%)
     Necunoscută (22,36%)
Conform recensământului din 2011, satul Csesztve avea 322 de locuitori. Din punct de vedere etnic, majoritatea locuitorilor (94,44%) erau maghiari, cu o minoritate de romi (5,56%). Nu există o religie majoritară, locuitorii fiind romano-catolici (48,76%), luterani (23,91%), persoane fără religie (3,42%) și reformați (1,55%). Pentru 22,36% din locuitori nu este cunoscută apartenența confesională.